# Bára Oborná
Bára Oborná est une joueuse tchèque de volley-ball née le 12 janvier 2000. Elle joue au poste de libero.